# Франкастель, Пьер
Пьер Франкастель (фр. Pierre Albert Emile Ghislain Francastel, 8 июня 1900, Париж — 1970, там же) — французский историк и социолог искусства.

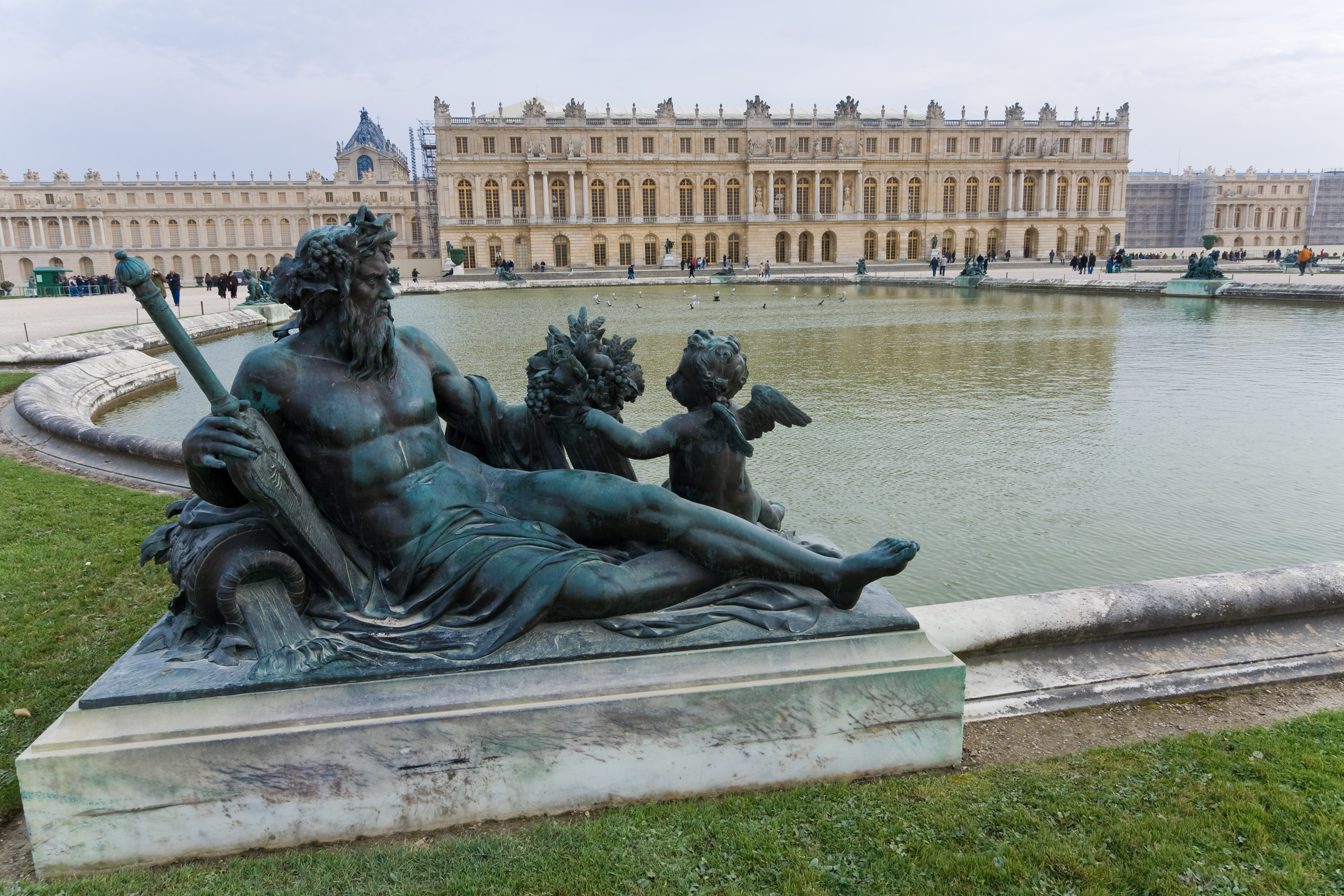
Версальский дворец

## Биография
Отец — историк искусства и художественный критик Альбер Франкастель, мать — дочь бельгийского художника Феликса тер Линдена. В детстве перенес полиомиелит, сделавший его пожизненным инвалидом. Закончил Сорбонну по факультету классических языков и литератур.

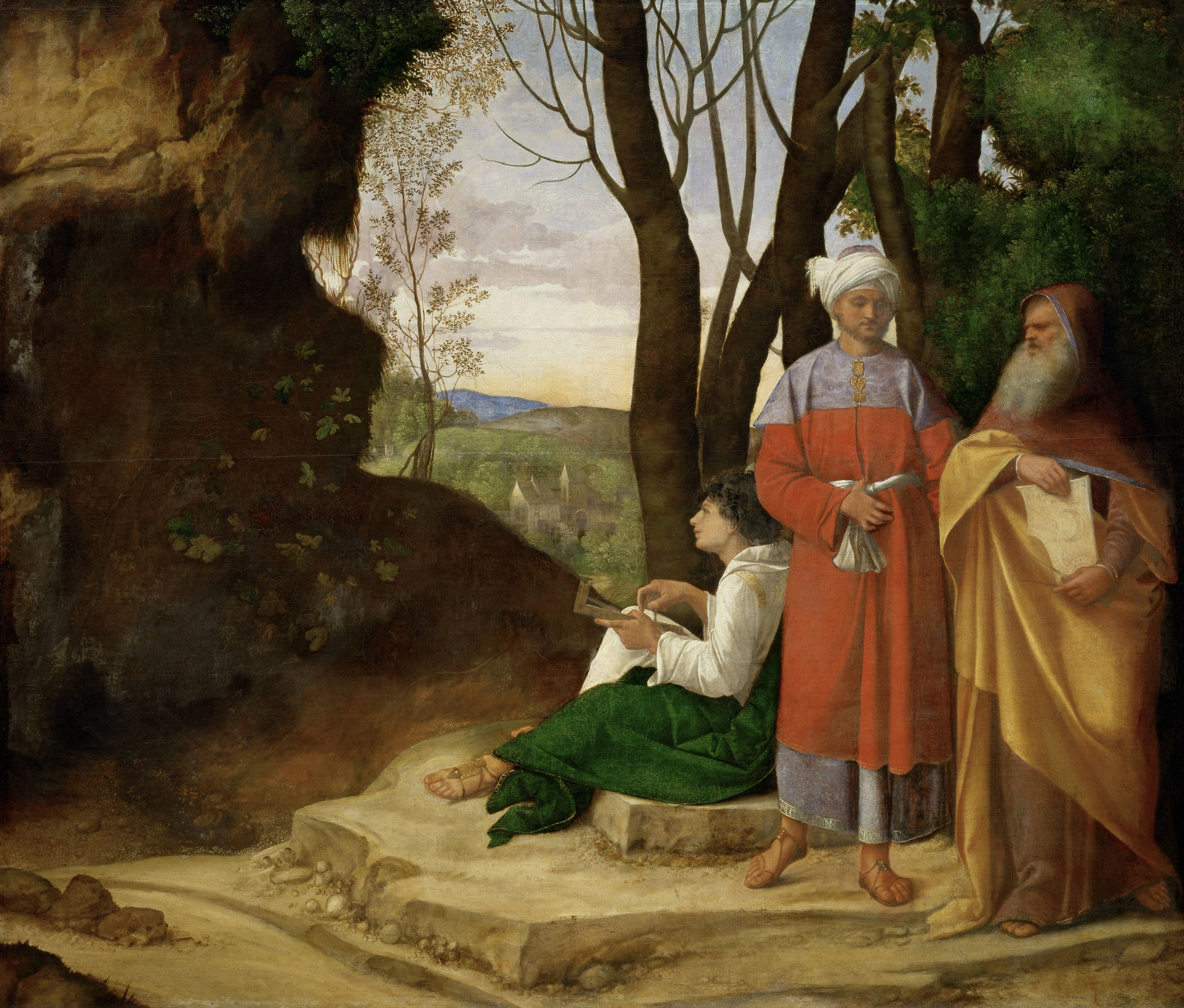
Джорджоне. Три философа, 1507—1508. Вена, Музей истории искусств

Вырос в Версальском дворце, где трудился отец, здесь же с 1925 работал сам над диссертацией о скульптуре Версаля. С 1930, защитив диссертацию, становится директором Французского института в Варшаве, читает лекции в Варшавском университете. С 1936 преподавал в Страсбургском университете. Участвовал в Сопротивлении. После войны по приглашению Люсьена Февра занял в 1948 пост профессора на созданной специально для него кафедре социологии искусства в Практической школе высших исследований в Париже.

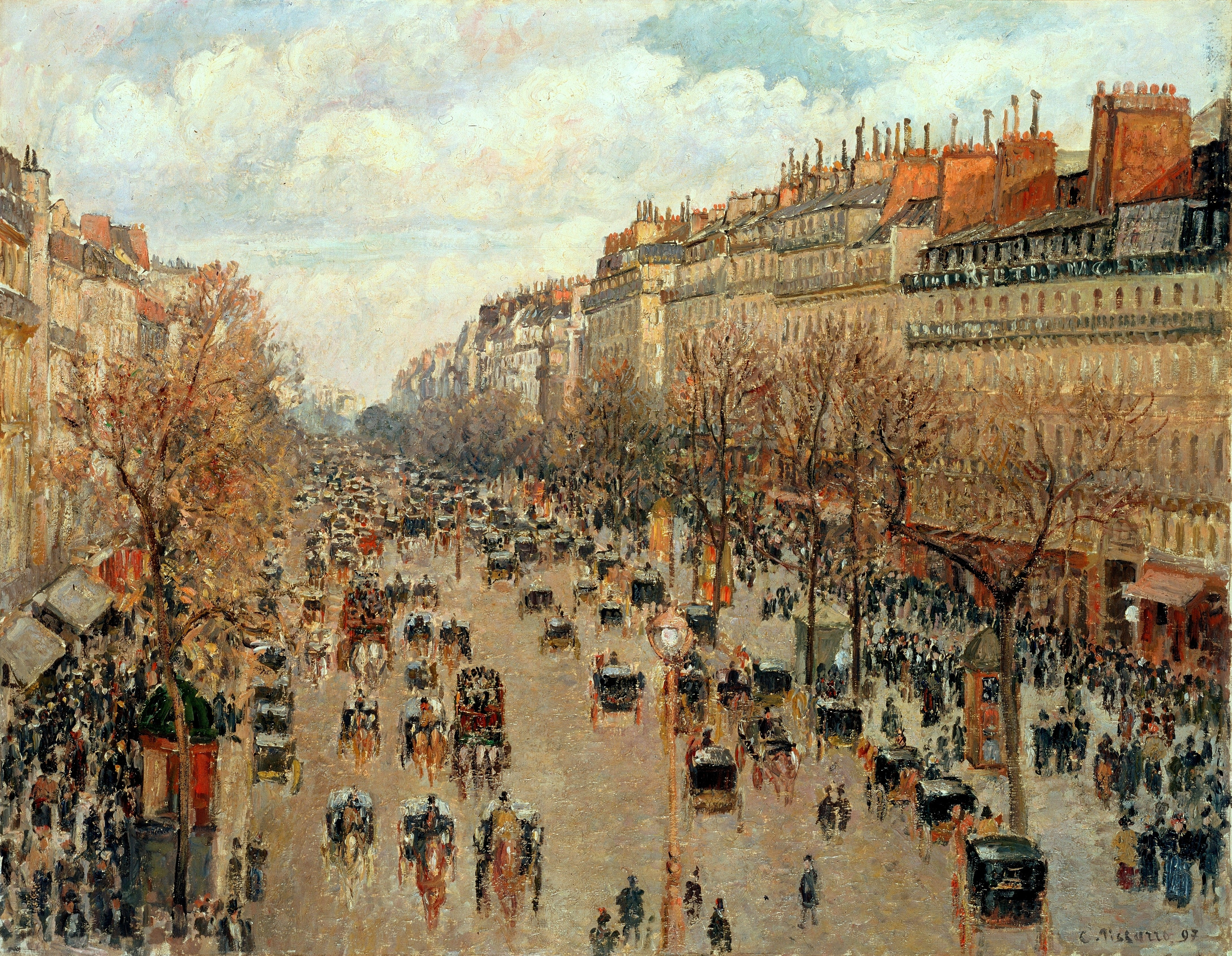
Камиль Писарро. Бульвар Монмартр, 1897. Эрмитаж

## Исследовательский подход
Развивал идеи Дюркгейма о коллективных представлениях и его исследования символических классификаций, соединяя их с историческим подходом школы Анналов и предвосхищая позднейшие разработки по социологии пространства и других символических форм, истории ментальностей и сферы воображаемого. Ученого отличает широкий исторический кругозор, в сферу его профессиональных изысканий входит европейское искусство от эпохи Средневековья и Возрождения до импрессионизма, кубизма и беспредметной живописи. Его интересовали отношения между искусством и технологией, искусством и идеологией, искусством и публикой.

## Признание и награды
Франкастель — один из наиболее авторитетных социальных историков и социологов искусства. Его книги неоднократно переиздавались при жизни и републикуются до нынешнего дня, они переведены на японский и многие европейские языки. Лауреат премии Коллеж де Франс (1957). В 1963 ему был присужден Орден Почётного легиона, но учёный от него отказался.
С 2004 в университете Париж-Нантерр действует Центр междиспиплинарных исследований современного искусства имени Пьера Франкастеля, он публикует свои «Тетради».

## Избранные труды
- La sculpture de Versailles; essai sur les origines et l’évolution du gout français classique (1930)
- La Pologne pittoresque (1934)
- L’impressionnisme; les origines de la peinture moderne de Monet à Gauguin (1937)
- Monet, Sisley, Pissarro (1939)
- Le style empire (1939)
- L’humanisme roman. Critique des théories sur l’art du XIe siècle en France (1942)
- Frontières du gothique (1945)
- L’histoire de lárt, instrument de la propagande germanique (1945)
- Nouveau dessin, nouvelle peinture; l’école de Paris (1946)
- Peinture et société: naissance et destruction d’un espace plastique, de la Renaissance au cubisme (1952)
- Histoire de la peinture française, la peinture de chevalet du XIVe au XXe siècle (1955)
- Histoire de la peinture italienne, t.1-3 (1955—1963, в соавторстве с Гальенной Франкастель)
- Art et technique aux XIXe et XX siècles (1956)
- Estève (1956)
- Utopie et institutions au XVIIIe siècle; le pragmatisme des Lumières (1963)
- Art et technique (1964)
- La réalité figurative, éléments structurels de sociologie de l’art (1965)
- La Figure et le lieu, l’ordre visuel du Quattrocento (1967)
- Le Portrait; 50 siècles d’humanisme en peinture (1969, в соавторстве с Гальенной Франккастель)
- Études de sociologie de l’art (1970)
- L’image, la vision et l’imagination: l’objet filmique et l’objet plastique (опубл. 1983, в соавторстве с Гальенной Франкастель)
- Une destinée de capitale: Paris (опубл. 1984)

### Публикации на русском языке
- Фигура и место. Визуальный порядок в эпоху Кватроченто. СПб: Наука, 2005 (Французская библиотека)